# Baslieux
 Baslieux  es una población y comuna francesa, en la región de Lorena, departamento de Meurthe y Mosela, en el distrito de Briey y cantón de Villerupt.

## Demografía
| 1051 | 1054 | 962 | 780 | 493 | 534 |
| Para los censos de 1962 a 1999 la población legal corresponde a la población sin duplicidades (Fuente: INSEE [Consultar]) |      |     |     |     |     |